# Peniami Narisia
Peniami Nasali Narisia (República de Fiyi, 10 de junio de 1997), más conocido como Peniami Narisia, es un jugador profesional fiyiano de rugby que se desempeña en la posición de hooker en Racing 92, equipo perteneciente a la liga Top 14.

## Carrera
Narisia es un jugador de formación francesa (JIFF). Comenzó su carrera deportiva con el equipo Club Athlétique Brive-Corrèze, en el cual jugó siete temporadas (2015-2022), después pasó a Racing 92, donde lleva jugando dos temporadas.